# Anna Chaimbeul
Anna Chaimbeul ou Anna Campbell pour les anglophones, est une bardesse gaelle, originaire de l'île de Scaplaigh dans les Hearadh (Harris en anglais), morte en 1788.
Elle est l'auteur d'un célèbre poème, Ailein Duinn, ò hì shiubhlainn leat, mis en chanson notamment par la chanteuse Karen NicMhàthain du groupe Capercaillie à l'occasion du tournage du film Rob Roy sorti en 1995.

## Biographie
On possède peu de traces écrites de la vie d'Anna Chaimbeul. En revanche, la tradition orale veut qu'elle ait été fiancée à Ailean Moireasdan, un capitaine de marine de l’île de Leodhas et que c'est à lui que s'adresse le célèbre poème.
Vers la fin des années 1780, au printemps, il se serait embarqué à Steòrnabhagh, afin de venir se marier avec elle, mais son navire aurait sombré dans une tempête. La fiancée aurait composé cette complainte avant de mourir de chagrin, se jetant probablement à la mer, puisqu’on aurait retrouvé son corps sur la plage, non loin du lieu du naufrage,.

## Poèmes
- Ailein Duinn, ò hì shiubhlainn leat